# Arctosa xunyangensis
Arctosa xunyangensis este o specie de păianjeni din genul Arctosa, familia Lycosidae, descrisă de Wang și Jiang-Ping Qiu în anul 1992. Conform Catalogue of Life specia Arctosa xunyangensis nu are subspecii cunoscute.